# William Patrick Callahan

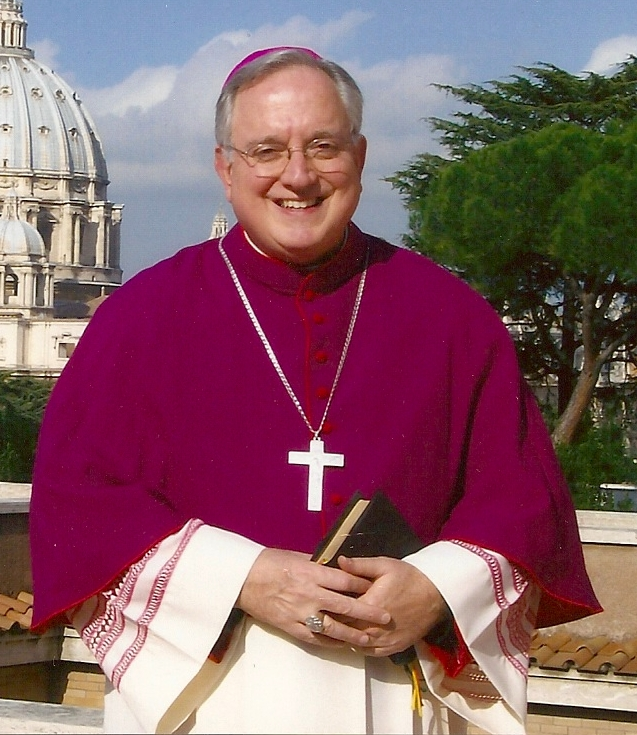
Bischof William Patrick Callahan (2010)

Bischofswappen

William Patrick Callahan OFMConv (* 17. Juni 1950 in Chicago) ist ein US-amerikanischer Ordensgeistlicher und emeritierter römisch-katholischer Bischof von La Crosse.

## Leben
William Patrick Callahan trat der Ordensgemeinschaft der Minoriten bei, legte am 11. August 1970 die Profess ab und der Erzbischof von Milwaukee, William Edward Cousins, spendete ihm am 30. April 1977 das Sakrament der Priesterweihe.
Papst Benedikt XVI. ernannte ihn am 30. Oktober 2007 zum Weihbischof in Milwaukee und zum Titularbischof von Lares. Der Erzbischof von Milwaukee und Apostolische Administrator von Green Bay, Timothy Michael Dolan, spendete ihm am 21. Dezember desselben Jahres die Bischofsweihe; Mitkonsekratoren waren Richard John Sklba, Weihbischof in Milwaukee, und John Joseph Myers, Erzbischof von Newark und Apostolischer Superior der Turks- und Caicosinseln. 
Am 11. Juni 2010 wurde er zum Bischof von La Crosse ernannt und am 11. August desselben Jahres in das Amt eingeführt. Papst Franziskus nahm am 19. März 2024 seinen vorzeitigen Rücktritt an.